# Сигніфер

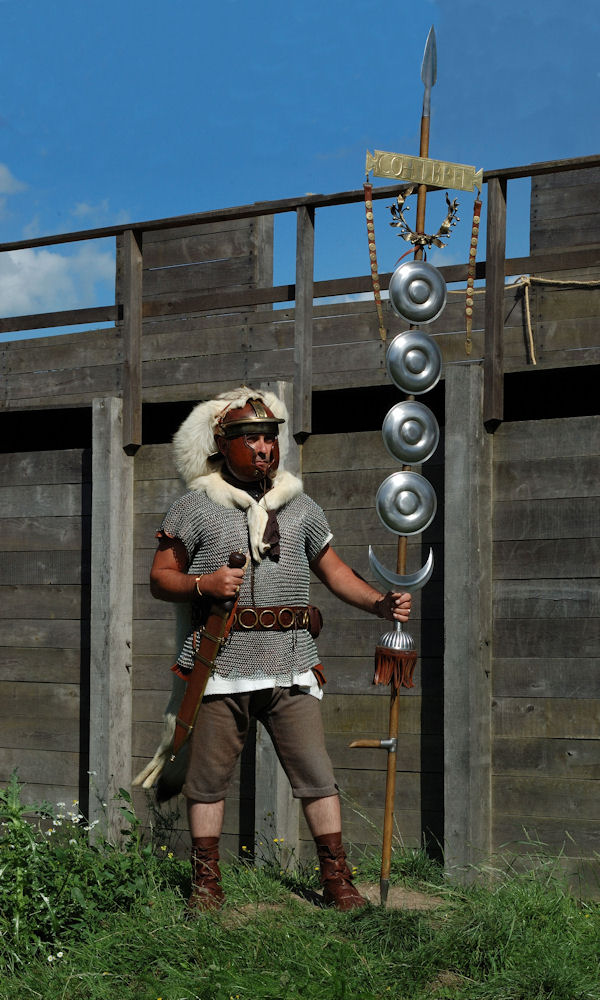
Сигніфер Legio XXX Ulpia Victrix

Сигні́фер (лат. signifer, від signum — «знак» і fero — «несу») — у давньоримській армії молодший офіцер, що ніс емблему когорти або легіону — сигнум. У Римській республіці цим словом звали взагалі всіх прапороносців легіону, проте, у Римі імперського періоду сигніфер — один з типів прапороносців (поряд з аквіліферами, імагініферами, дуплікаріями, вексиларіями і драконаріями).

## Опис
Сигніфер носив такий же панцир-лорику та червоний плащ, як інші легіонери. Відзнакою його слугував спеціальний шолом, який покривався нашоломником у вигляді голови хижого звіра — вовка, лева, ведмедя. Замість щита-скутума сигніфери, як і музиканти, мали невеличкий круглий щит-парму, який у поході носили на поясі.
Кожна центурія в легіоні мала свого сигніфера (тому всього у легіоні їх було 59). Сигніфер першої центурії когорти (старший сигніфер) був сигніфером всієї когорти.

## Сигнум
Сигнум являв собою довгу дерев'яну жердину, увінчану фігурою відкритої людської долоні — манусом (manus), що означає клятву вірності, принесеної солдатами. Часто сигнум був прикрашений дисками і медальйонами (фалерами).
Сигніфер центурії також був скарбником, який відповідав за виплату платні солдатам, збереження їх заощаджень і фінансове управління підрозділу. Сигніфери отримували подвійну платню звичайного легіонера.

## Джерело
- Zehetner, S. 2011: Der Signifer. Stellung und Aufgaben in der Kaiserzeitlichen Armee. VDM Verlag, Saarbrücken.